# Puente Rojo (Armenia)
El Puente Rojo (en armenio: Կարմիր կամուրջ; también conocido como el Puente Viejo de Hrazdan, y alternativamente como el Puente de Khoja Plav, en armenio: Խոջա Փլավի կամուրջ, Khoja Plavi kamurj) es un puente del siglo XVII en el río Hrazdan, en Ereván, la capital de Armenia.
Fue llamado "rojo", ya que fue construido con tuffa rojo. El puente también es llamado "Puente Khoja-plav", ya que fue reconstruido por un hombre rico de Kanaker llamado Khoja-plav.